# Semibyzantios

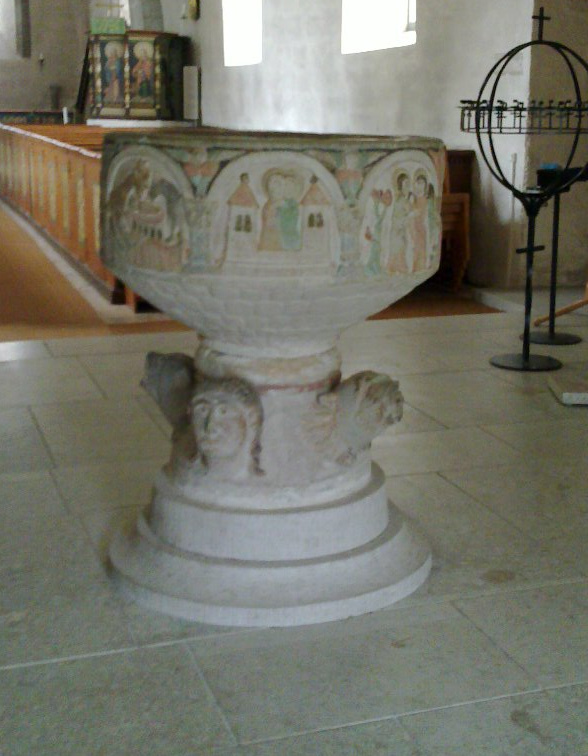
Dopfunten i Alskogs kyrka från 1100-talet, utförd av Semibyzantios.

Semibyzantios är ett anonymnamn på en gotländsk stenmästare, verksam omkring 1150–1170.
Som namnet Semibyzantios antyder anses han vara lärjunge till Byzantios eller arbetat i dennes stil. Ursprungligen karaktäriserades han med utgångspunkt från utsmyckningarna på dopfuntarna i Alskog, Hamra, Tofta och Linde kyrkor på Gotland samt dopfunten i Jumkil kyrka i Uppland och en fasadrelief på Vamlingbo kyrka. Liksom Byzantios har han utformat sina dopfuntar med fötterna prydda av odjurshuvuden och cuppan i relief med bilder inställda i rundbågiga arkader. 
Semibyzantios har i stora drag följt Byzantios formspråk men har tillfört en inhemsk modifiering från tidigare och samtida gotländska stenmästare i sina arbeten. Bildschemat är genomgående detsamma i alla Semibyzantios dopfuntar med framställningen av Jesu födelse med bebådelsen, Jungfru Marias och Elisabets möte, födelsen, konungarnas tillbedjan samt scener kring legenden om flykten till Egypten. Semibyzantios relieffigurer är rundare i formen än Byzantios och har inte heller hans torra och precisa teckning utan uppvisar en friare och större rörlighet. På samma sätt varieras arkadernas kolonner och cirkelornamenten mellan bågarna genom att de arkitektoniska elementen i många fall är omvandlade till zoomorfa ornament. På fasadreliefen till Vamlingbo kyrka ser man den tronade Kristus omgiven av sina apostlar, insatta under varsin båge i en fortlöpande arkad. Trots att reliefen har utsatts för väder och vind och har blivit nedsliten till konturer träder de fortfarande fram med ett högtidligt allvar. Semibyzantios skulpturer uppvisar en mångfald tendenser som pekar både bakåt och framåt i tiden men kan ändå knytas samman i en grupp.